# Special Olympics Irland
Special Olympics Irland (englisch: Special Olympics Ireland) ist der irische Verband von Special Olympics International. Sein Ziel ist die Förderung von Sport für Menschen mit geistiger Beeinträchtigung und die Sensibilisierung der Gesellschaft für diese Mitmenschen. Außerdem betreut er die irischen Athletinnen und Athleten bei den Special Olympics Wettkämpfen.

## Geschichte
Special Olympics Irland wurde 1978 mit Sitz in Dublin gegründet.

## Aktivitäten
2015 waren 10.791 Athletinnen, Athleten und Unified Partner sowie 1.087 Trainer bei Special Olympics Irland registriert. Der Verband nahm 2015 an den Programmen Law Enforcement Torch Run (LETR), Athlete Leadership, Family Support Network (FSN) und Motor Activities Training Program (MATP) teil, die von Special Olympics International ins Leben gerufen worden waren.

### Sportarten
Folgende 16 Sportarten wurden 2015 vom Verband angeboten:
- Badminton (Special Olympics)
- Basketball (Special Olympics)
- Boccia (Special Olympics)
- Bowling (Special Olympics)
- Floorball
- Fußball (Special Olympics)
- Golf (Special Olympics)
- Kanusport (Special Olympics)
- Leichtathletik (Special Olympics)
- Pitch & Putt Golf
- Ski Alpin (Special Olympics)
- Reiten (Special Olympics)
- Rhythmische Sportgymnastik (Special Olympics)
- Schwimmen (Special Olympics)
- Tischtennis (Special Olympics)
- Turnen (Special Olympics)

### Teilnahme an Weltspielen vor 2020
(Quelle: )
• 2007 Special Olympics World Summer Games, Shanghai, China (140 Athletinnen und Athleten)
• 2009 Special Olympics World Winter Games, Boise, USA (8 Athletinnen und Athleten)
• 2011 Special Olympics World Summer Games, Athen (123 Athletinnen und Athleten)
• 2013 Special Olympics World Winter Games, PyeongChang, Südkorea (14 Athletinnen und Athleten)
• 2015 Special Olympics World Summer Games, Los Angeles, USA (85 Athletinnen und Athleten)

### Teilnahme an den Special Olympics World Summer Games 2023 in Berlin
Special Olympics Irland nahm an den Special Olympics World Summer Games 2023 teil. Die Delegation wurde vor den Spielen im Rahmen des Host Town Program von Bielefeld betreut. Sie bestand aus 73 Athletinnen und Athleten. Das Team gewann bei diesen Weltspielen 24 Gold-, 22 Silber- und 29 Bronzemedaillen.